# Sandra van Eldik

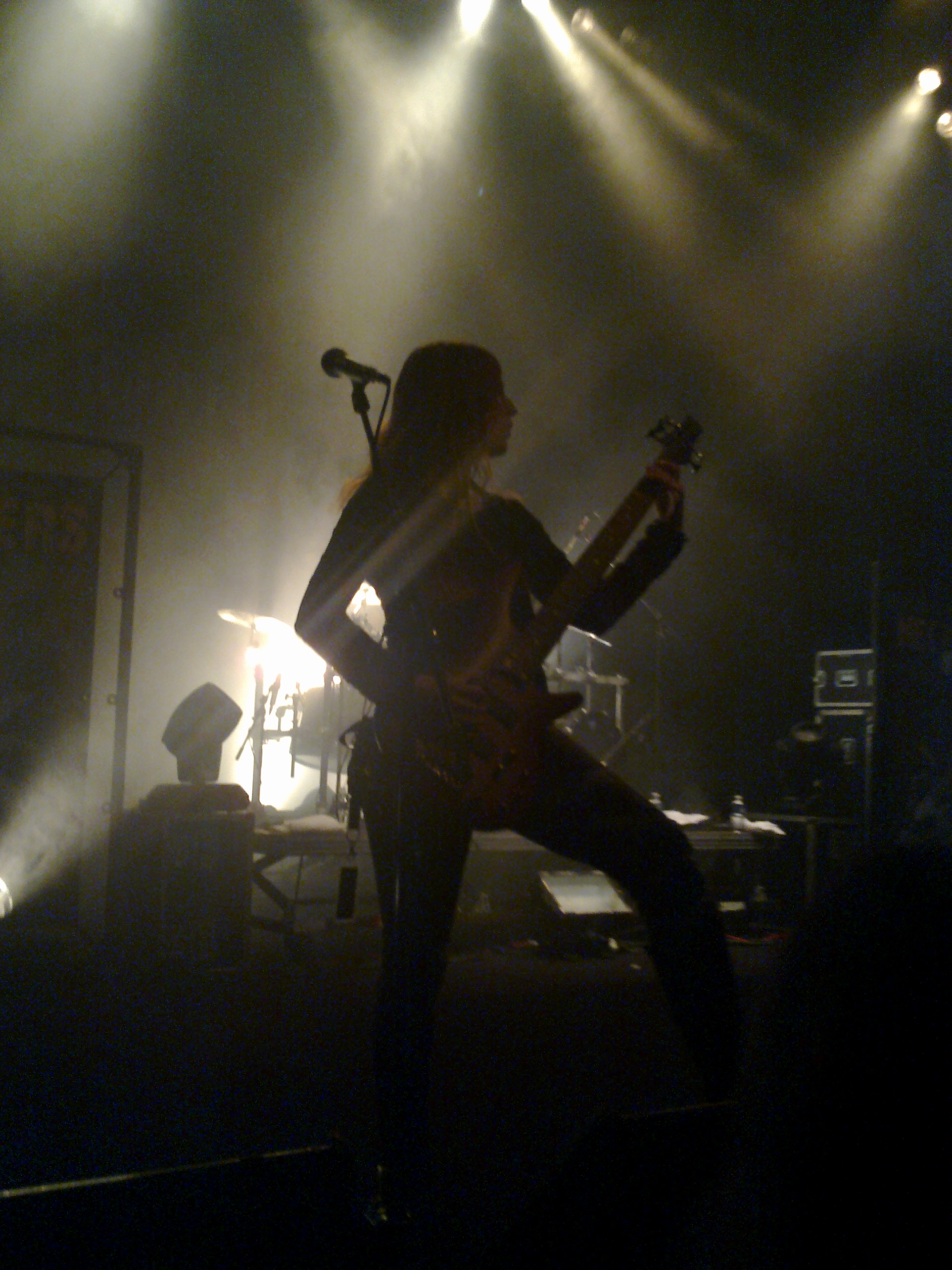
Sandra Völkl, 2011 in Strasbourg

Sandra van Eldik (geboren als Sandra Völkl am 2. Mai 1986 in München) ist eine deutsche Heavy-Metal-Musikerin und Heilpraktikerin für Psychotherapie. Sie war bis 2014 Bassistin der von ihr mitgegründeten Pagan-Metal-Band Equilibrium.

## Leben
Sandra Völkl wurde 1986 in München geboren. Gemeinsam mit ihrem Bruder Andreas Völkl (Gitarre), dem Sänger Helge Stang und dem zweiten Gitarristen René Berthiaume gründete sie 2001 die Pagan-Metal-Band Equilibrium, bei der sie bis 2014 aktiv war. 2012 heiratete sie Sebas van Eldik, der als Gitarrist bei den Bands Heidevolk, Chariovalda und Vrankenvorde aktiv war. Im März 2014 wurde Sandra van Eldik durch die Zeitschrift Metal Hammer in eine Liste der wichtigsten 30 Frauen im Heavy Metal gelistet. Im März 2014 gab sie gemeinsam mit ihrem Bruder den Ausstieg aus der Band bekannt, um sich anderen Aufgaben zu widmen.
Sie studierte Soziale Arbeit in Coburg bis 2010 und schloss daran eine therapeutische Fachausbildung zur Hypnotherapeutin im Thermedius-Institut in München und bei Omnihypnosis.net an. Seit 2013 arbeitet Sandra van Eldik als Heilpraktikerin für Psychotherapie und Hypnosetherapeutin. In den Jahren 2015 und 2017 wurde sie Mutter zweier Töchter.

## Diskografie
mit Equilibrium
- 2003: Demo 2003 (in Eigenproduktion)
- 2005: Turis Fratyr (Black Attakk)
- 2008: Sagas (Nuclear Blast)
- 2010: Rekreatur (Nuclear Blast)
- 2013: Waldschrein (EP, Nuclear Blast)